# Darryl Webster
Darryl James Webster (nascido em 7 de maio de 1962) é um ex-ciclista britânico que correu profissionalmente durante a década de 80 do século XX. Webster defendeu as cores do Reino Unido nos Jogos Olímpicos de 1984 em Los Angeles.